# St Catherine
St Catherine is een civil parish Batheaston in het bestuurlijke gebied Bath and North East Somerset, in het Engelse graafschap Somerset met 69 inwoners.

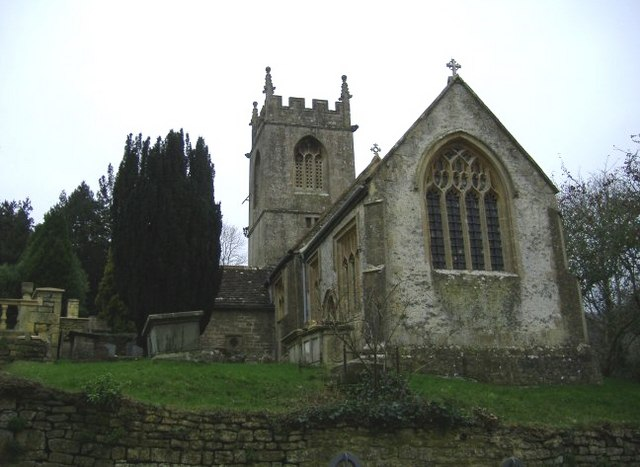
Kerk St. Catherine